# VIKING (同人誌)
『VIKING』は、1947年（昭和22年）10月神戸で発刊された文芸同人誌。
創刊同人は富士正晴・井口浩・伊東幹治・島尾敏雄・林富士馬ら。
特定の主義・方針をかかげず、無思想・無任務をつらぬき、唯一存続することのみを目的とする。
島尾敏雄・庄野潤三・久坂葉子・高橋和巳・福田紀一・山田稔・杉本秀太郎・津本陽・宇江敏勝・久坂部羊らを輩出し、2021年10月（850号）現在も継続発行されている。

## 掲載された主な作品
- 島尾敏雄「単独旅行者」〈創刊号（1947年10月）〉（『出発は遂に訪れず』新潮社、1964年（昭和39年）所収、のち『出発は遂に訪れず』新潮文庫、1973年（昭和48年）、2007年改版 ISBN 978-41-0116401-4 所収）
- 久坂葉子「落ちてゆく世界」（未定稿）〈17号（1950年5月）〉のち改作「ドミノのお告げ」（第23回芥川賞候補）（『幾度目かの最期』講談社文芸文庫、2005年（平成17年） ISBN 4-06-198425-X 所収）
- 久坂葉子「灰色の記憶」〈26号，27号（1951年2月，3月）〉（『幾度目かの最期』講談社文芸文庫、2005年（平成17年）所収）
- 富士正晴「童貞」〈37号（1952年1月）〉（『帝国軍隊に於ける学習・序』未来社、1964年（昭和39年）所収）（第52回直木賞候補）
- 福田紀一「失われた都」〈45号，46号（1952年11月，12月）〉（『失われた都』河出書房新社、1973年（昭和48年））
- 久坂葉子「幾度目かの最期」〈VIKING47号、VILLON4号共同（1953年3月）〉（『幾度目かの最期』講談社文芸文庫、2005年（平成17年）所収）
- 鶴見俊輔「集団」〈76号（1956年11月）〉
- 宇江敏勝「炭焼きの子」〈94号（1958年5月）〉
- 高橋和巳「憂鬱なる党派［グルーム・パーティ］」全11回〈108号 - 112号，114号 - 116号，118号 - 119号，122号（1959年8月 - 12月，1960年2月 - 4月，6月 - 7月，10月）〉（『憂鬱なる党派』河出書房新社、1965年（昭和40年）、のち『憂鬱なる党派』（上・下）河出文庫、2016年（平成28年） ISBN 978-4-309-41466-9 ISBN 978-4-309-41467-6）
- 北川荘平「企業の伝説」〈115号（1960年3月）〉（第43回直木賞候補）（『企業の伝説』大和出版、1961年（昭和36年）所収）
- 清水幸義「瀬戸内海」〈134号（1961年11月）〉（同人雑誌優秀作）
- 川野彰子「色模様」〈136号（1962年1月）〉（第47回直木賞候補）（『廓育ち』文藝春秋新社、1964年（昭和39年））
- 山田稔「グロテスクの世界―スカトロジア（１）」〈146号（1962年12月）〉（『スカトロジア―糞尿譚』講談社文庫、1977年（昭和52年）所収、のち『スカトロジア―糞尿譚』編集工房ノア、2004年（平成16年））
- 島京子「渇不飲盗泉水」〈162号（1964年5月）〉（第54回芥川賞候補）
- 清水幸義「十津川」〈173号（1965年4月）〉（第53回芥川賞候補）
- 北川荘平「企業の過去帳」〈176号（1965年7月）〉（第54回直木賞候補）
- 北川荘平「白い塔」〈182号（1966年1月）〉（第55回直木賞候補）（『青い墓標』構想社、1981年（昭和56年）所収）
- 津本陽「丘の家」〈188号（1966年7月）〉（第56回直木賞候補）（『恋の涯』中央公論社、1979年（昭和54年）所収）
- 竹内和夫「孵化」〈191号（1966年10月）〉（第56回芥川賞候補）（『静かな学校』近代文芸社、1982年（昭和57年）所収）
- 山田稔「幸福へのパスポート―フランスメモ（最終回）」〈204号（1967年12月）〉（第59回芥川賞候補）（『幸福へのパスポート』河出書房新社、1969年（昭和44年）所収）
- 島京子「逃げた」〈213号（1968年9月）〉（三洋新人文化賞受賞）
- 富士正晴「竹内勝太郎の形成」13 - 24〈229号 - 240号（1970年1月 - 12月）〉（『竹内勝太郎の形成』未来社、1977年（昭和52年） ISBN 9784624600280）
- 蔵本次郎「亀」〈253号（1972年1月）〉（同人雑誌推薦作）
- 喜多唯志「押入れの哥川」〈287号（1974年11月）〉
- 津本陽「深重の海」全12回〈292号，294号 - 296号，304号 - 306号，308号，311号，320号，323号，328号（1975年4月，6月 - 8月，1976年4月 - 6月，8月，11月，1977年8月，11月，1978年4月）〉（第79回直木賞受賞）（『深重の海』新潮社、1978年（昭和53年）、のち『深重の海』集英社文庫、2012年（平成24年） ISBN 978-4-08745006-4）
- 藤井弥生「純粋病異聞」〈304号（1976年4月）〉（同人雑誌推薦作）
- 竹内和夫「鳥たちの生態」〈318号（1977年6月）〉（同人雑誌推薦作）
- 服部洋介「真夜中の紙飛行機」〈440号（1987年8月）〉（小説現代新人賞候補（1986年度・下））
- 久家義之「ラバンの死」〈504号（1992年12月）〉（同人雑誌上半期奨励作）
- 有光利平「海の底」〈529号（1995年1月）〉（同人雑誌上半期奨励作）
- 遠藤純子「冗談」〈556号（1997年4月）〉（同人雑誌下半期優秀作）
- 佐伯敏光「活断層」前篇，後編〈557号 - 558号（1997年5月 - 6月）〉（第21回井植文化賞受賞）
- 永井美智子「幼友達」〈610号（2001年10月）〉（同人雑誌上半期奨励作）
- 舟生芳美「くぐってもいいですか？」上，上・続下〈620号，632号（2002年8月，2003年8月）〉（神戸ナビール文学賞受賞）
- 朝比奈敦「国境（はて）」〈680号（2007年8月）〉（同人雑誌下半期優秀作）（『国境（はて）』鳥影社、2009年（平成21年）所収 ISBN 978-4-86265-191-4）
- 永井芙佐子「金の鈴」上・下〈799号 - 800号（2017年7月 - 8月）〉（神戸エルマール文学賞受賞）

## 『文學界』同人雑誌評にとりあげられた作品一覧
1952年9月 - 2008年11月まで、345作品が『文學界』同人雑誌評にとりあげられた。

## メディアによる紹介
- 同人誌「VIKING」荒波に負けず（2009年5月7日、読売新聞）
- あの山崎豊子さんも、津本陽さんも！　関西の老舗文芸同人誌「ＶＩＫＩＮＧ」創刊７０年で８００号（2017年8月30日、産経WEST）
- 【石野伸子の読み直し浪花女】竹林の隠者・富士正晴（１） 桂春団治、豪姫…同人誌『VIKING』８００号、多くの作家を育てた（2018年6月4日、産経新聞）
- 【石野伸子の読み直し浪花女】竹林の隠者・富士正晴（２） 大荒れに荒れ、解散論も（2018年6月14日、産経WEST）
- 【石野伸子の読み直し浪花女】竹林の隠者・富士正晴（３） 同人誌は「思想」　司馬遼太郎、寺内大吉、久坂葉子、山崎豊子…（2018年6月27日、産経WEST）
- 【石野伸子の読み直し浪花女】竹林の隠者・富士正晴（４） 開高健と新妻・牧羊子なごやか同人誌　久坂葉子追悼・合併で紛糾（2018年7月10日、産経WEST）
- 【石野伸子の読み直し浪花女】竹林の隠者・富士正晴（５） 華麗なる一族「幾度目かの最期」の衝撃　そこで「贋・久坂葉子伝」（2018年7月23日、産経WEST）
- 【石野伸子の読み直し浪花女】竹林の隠者・富士正晴（６） 贋・久坂葉子伝　哀れ日本のヴァージニア・ウルフ…形に残した（2018年8月4日、産経WEST）
- 【石野伸子の読み直し浪花女】竹林の隠者・富士正晴（７） 引きこもる一兵卒　童貞、ビンタ、中国人ニヒリズム…戦後「ベンチャラ人種」「サーヴィス精神」に疲れた（2018年8月17日、産経WEST）
- 【石野伸子の読み直し浪花女】竹林の隠者・富士正晴（８） 茨木市の竹やぶ“不透明”執筆でも達観　ジャーナリズム視点「桂春団治」（2018年8月30日、産経WEST）

## 復刻
三人社が『初期「VIKING」』として、第1号（1947年10月）から第47号（1953年3月）までを復刻している。第1回配本は2015年（平成27年）11月刊、第1巻 - 第3巻（第1号 - 第21号、1947年10月 - 1950年9月） ISBN 978-4-908976-00-1、第2回配本は2017年（平成29年）5月刊、第4巻 - 第7巻（第22号 - 第47号、1950年10月 - 1953年3月） ISBN 978-4-908976-04-9。別冊（解題・総目次・索引）つき。